# Mae Questel
Mae Questel (* 13. September 1908 in New York; † 4. Januar 1998 ebendort) war eine US-amerikanische Schauspielerin und Synchronsprecherin.

## Leben
Die aus der New Yorker Bronx stammende Künstlerin begann ihre Schauspielkarriere als Bühnendarstellerin und spielte u. a. am New Yorker Broadway in Vaudeville Theatern, wobei sie v. a. Schauspielerinnen wie Marlene Dietrich und Fanny Brice sowie männliche Kollegen wie Rudy Vallée und Maurice Chevalier imitierte und parodierte.
Mit ihrer Stimme sollte sie schließlich den Karrierehöhepunkt erleben, wenngleich ihr Name dabei weitgehend unbekannt blieb. Ab den 1930er Jahren lieh Questel ihrer Stimme der Zeichentrickfigur Betty Boop. Diese Figur war damals so populär, dass sich eine von Mae Questel in ihrer Betty-Boop-Stimme intonierte Version von Shirley Temples The Good Ship Lollipop mehr als zwei Millionen Mal verkaufte. Im Film Falsches Spiel mit Roger Rabbit sprach sie 1988 nochmals Betty Boop in einer Nebenrolle. Daneben sprach sie andere bekannte Cartoon-Figuren, z. B. Casper, das freundliche Gespenst; und zwischen 1933 und 1967 in insgesamt 450 Episoden Popeyes Freundin Olive Oyl (in der deutschsprachigen Fassung Olivia Öl).
Während sie bei ihrem „voice acting“ eine große Stimmenvielfalt bewies, waren ihre Schauspielauftritte oft stereotyp auf den Typus der oft karikierend gezeichneten jüdischen Frau festgelegt. So spielte sie dergestalt 1959 am Broadway in A Majority of One wie auch in der 1961 entstandenen Filmadaption. Woody Allen gestaltete die Rolle der Mutter in seiner Tragikomödie New York Stories in Anlehnung an die Figur aus A Majority of One und besetzte sie ebenfalls mit Questel. Für seinen Film Zelig über ein menschliches Chamäleon ließ er sie sogar das Betty-Boop-Titellied Chameleon Days interpretieren – zugleich eine tiefsinnige Anspielung auf die Hauptaussage des Films und eine Chance für Mae Questel, sich als personifizierte Betty Boop einmal in Wort und Bild gleichzeitig zu präsentieren.
Ihre letzten Rollen übernahm sie 1989 als Mutter von Woody Allen in New Yorker Geschichten sowie als verwirrte Großtante im Weihnachtsfilm Schöne Bescherung. Mae Questel starb am 4. Januar 1998 im Alter von 89 Jahren an den Folgen ihrer Alzheimererkrankung.

## Filmografie (Auswahl)
Auswahl von Auftritten in Spielfilmen; Zeichentrickfilme nicht berücksichtigt
- 1931: Musical Justice
- 1961: 1000 Meilen bis Yokohama (A Majority of One)
- 1968: Funny Girl
- 1983: Zelig (nur Stimme)
- 1985: Heiße Ferien (Hot Resort)
- 1988: Falsches Spiel mit Roger Rabbit (Who Framed Roger Rabbit) (nur Stimme von Betty Boop)
- 1989: New Yorker Geschichten (New York Stories)
- 1989: Schöne Bescherung (National Lampoon's Christmas Vacation)